# 摩納哥飲食

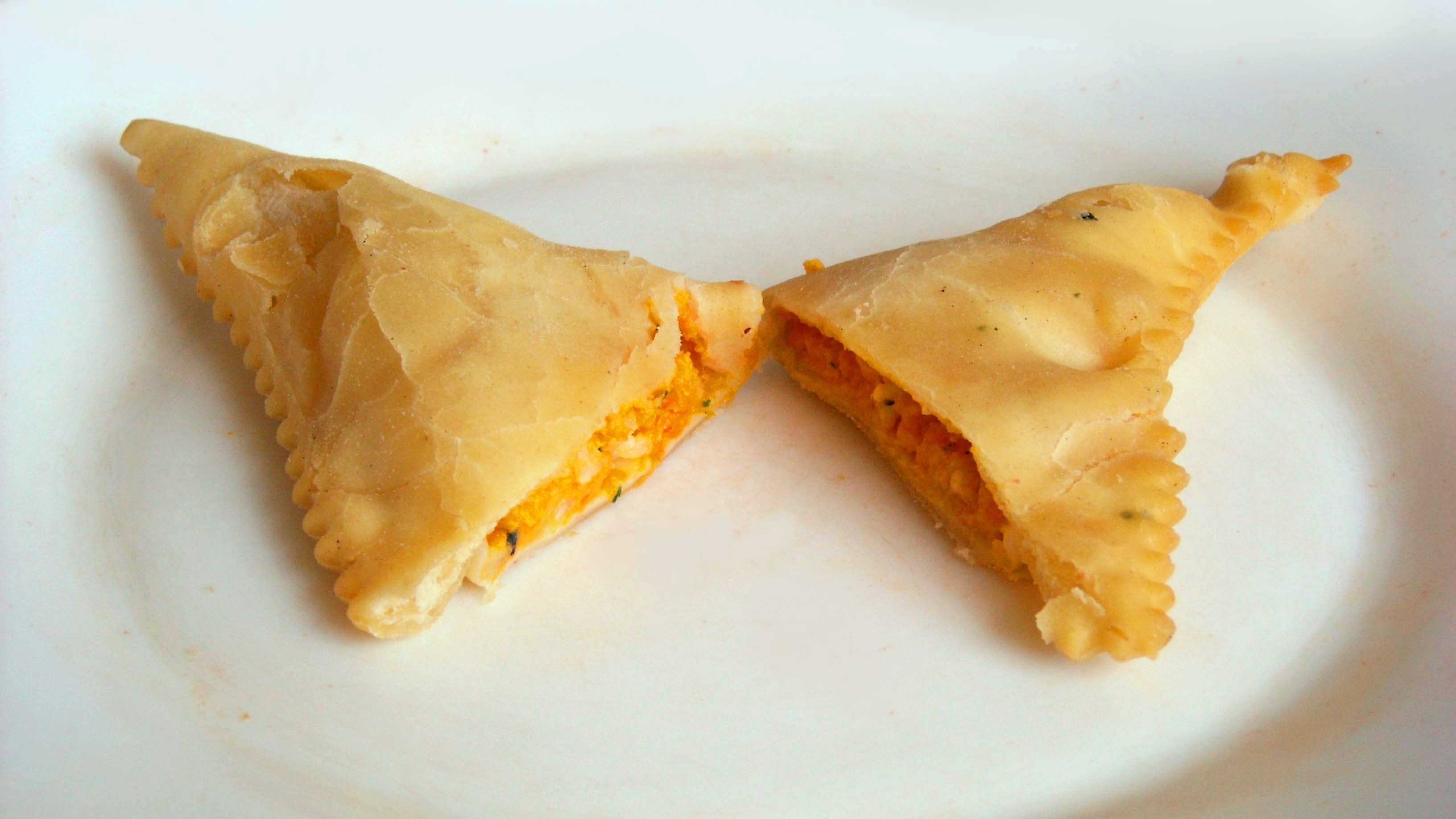
摩納哥傳統開胃菜巴巴朱恩

摩納哥飲食是摩納哥公國的飲食文化。這是屬於地中海美食一種，受普羅旺斯的烹飪風格以及附近的北義大利和南部法國烹飪以及摩納哥自身的傳統烹飪的影響而形成。強調食材的新鮮，其中海鮮，蔬菜和橄欖油的使用在烹飪中起主要作用。